# Claudio Bravo Camus
Claudio Bravo Camus (Valparaíso, 8 novembre 1936 – Taroudant, 4 giugno 2011) è stato un pittore cileno iperrealista.
Fu fortemente influenzato da artisti del Rinascimento e del Barocco, nonché da pittori surrealisti come Salvador Dalí. Ha vissuto e lavorato a Tangeri in Marocco a partire dal 1972. Bravo ha vissuto anche in Cile, New York e Spagna. Era noto principalmente per i suoi dipinti di nature morte, ritratti e confezioni, ma aveva anche realizzato disegni, litografie, incisioni e sculture in bronzo. Bravo dipinse molte figure di spicco, incluso il caudillo Francisco Franco, il presidente delle Filippine Ferdinand Marcos con la First Lady Imelda Marcos e Malcolm Forbes.

## Riconoscimenti
- Hall of Fame Honoree (dalla The Pastel Society of America, New York nel 1996)
- Gran Cruz de Alfonso X El Sabio (da Alfonso X El Sabio, Madrid, Spagna nel 2000)
- International Distinguished Artist Award (da Art Miami, Miami, Florida nel 2000)
- Gold Medal of Honor (da Casita Maria, Bronx, New York nel 2005)